# Djuptjärnen (Hedemora socken, Dalarna)
Djuptjärnen är en sjö i Hedemora kommun i Dalarna och ingår i Dalälvens huvudavrinningsområde. Sjön har en area på 0,192 kvadratkilometer och ligger 157,4 meter över havet. Sjön avvattnas av vattendraget Kräftbäcken.

## Delavrinningsområde
Djuptjärnen ingår i det delavrinningsområde (667371-150649) som SMHI kallar för Inloppet i Dräcken. Medelhöjden är 177 meter över havet och ytan är 2,39 kvadratkilometer. Det finns ett avrinningsområde uppströms, och räknas det in blir den ackumulerade arean 12,67 kvadratkilometer. Kräftbäcken som avvattnar avrinningsområdet har biflödesordning 3, vilket innebär att vattnet flödar genom totalt 3 vattendrag innan det når havet efter 152 kilometer. Avrinningsområdet består mestadels av skog (89 procent). Avrinningsområdet har 0,19 kvadratkilometer vattenytor vilket ger det en sjöprocent på 8 procent.